# Milan Sievers
Milan Sievers (* 14. März 1998 in Kiel) ist ein deutscher Volleyball- und Beachvolleyballspieler.

## Karriere Halle
Sievers spielte als Jugendlicher Hallenvolleyball beim Kieler Randgemeindenverein SC Strande, mit dem er mehrfach schleswig-holsteinischer Jugendmeister wurde und an deutschen Jugendmeisterschaften teilnahm. Nach einigen Einsätzen beim Kieler MTV spielte Sievers seit Februar 2019 beim Zweitligisten Kieler TV, wo er von 2020 bis 2023 mit der zweiten Mannschaft in der 3. Liga Nord zum Einsatz kam.

## Karriere Beach
Seit 2013 spielt Sievers auch Beachvolleyball. Bis 2015 war er vorwiegend an der Seite seiner Strander Mitspieler Max Behlen und Momme Wittmüss auf norddeutschen Turnieren und verschiedenen Jugendmeisterschaften aktiv. Dabei wurde Sievers mehrfach Landesmeister in unterschiedlichen Altersklassen. Mit Wittmüss erreichte er 2014 Platz neun bei der U18-Europameisterschaft im norwegischen Kristiansand und 2015 Platz drei bei der deutschen U19-Meisterschaft in Kiel-Schilksee. Nach einigen Turnieren mit Thomas Kröger erreichte Sievers mit dem Freiburger Sven Winter 2015 den neunten Platz bei den U18-Europameisterschaften in Riga. 2016 wurden Sievers/Winter in Kiel-Schilksee deutscher U19-Meister und belegten Platz fünf bei der U19-Weltmeisterschaft im zyprischen Larnaka.
Seit 2017 war der Hamburger Max-Jonas Karpa sein Partner. Karpa/Sievers starteten auf der nationalen Smart Beach Tour und nahmen auch an der deutschen Meisterschaft in Timmendorfer Strand teil. 2018 starteten sie auf der nationalen Techniker Beach Tour und gewannen sie das FIVB 1-Stern-Turnier in Manila. Bei der deutschen Meisterschaft belegten sie erneut Platz 13. Danach beendete Sievers mit nur 20 Jahren seine Profi-Beachkarriere und spielte nur noch auf der nationalen Techniker Beach Tour 2019 an der Seite von Marcus Popp. Sievers/Popp erreichten bei der deutschen Meisterschaft Platz fünf. 2020 kam Sievers in der Beach-Liga zum Einsatz und erreichte Platz drei. Über die Comdirect Beach Tour 2020 qualifizierte sich Sievers mit Simon Pfretzschner für die deutsche Meisterschaft. Sievers/Pfretzschner erreichten dabei das Viertelfinale, in dem sie gegen die späteren deutschen Meister Julius Thole und Clemens Wickler ausschieden und damit Platz fünf belegten.
2021 spielte Sievers zusammen mit dem Berliner Eric Stadie die German Beach Trophy, nach der ersten Woche reisten beide verletzt ab. Im Sommer belegte Sievers mit Jonas Reinhardt bei zwei Qualifiers für Timmendorfer Strand in Düsseldorf die Plätze neun und zwei sowie in Stuttgart zweimal Platz fünf. Bei der deutschen Meisterschaft belegten sie den 13. Platz. Im darauffolgenden Jahr gelang dem Team der Sprung auf Rang drei bei der deutschen Meisterschaft.
Nach einer Spielpause 2023 spielte Sievers 2024 wieder mit Reinhardt. Auf der German Beach Tour hatten die beiden durchweg Spitzenplatzierungen, darunter zwei Turniersiege in Bremen und in Heidelberg. Bei der deutschen Meisterschaft erreichten sie Platz neun.